# Jutta Kleinschmidt
Jutta Kleinschmidt (Colonia, 29 agosto 1962) è un'ex pilota di rally tedesca, unica donna della storia ad aver vinto un Rally Dakar (2001).

## Biografia

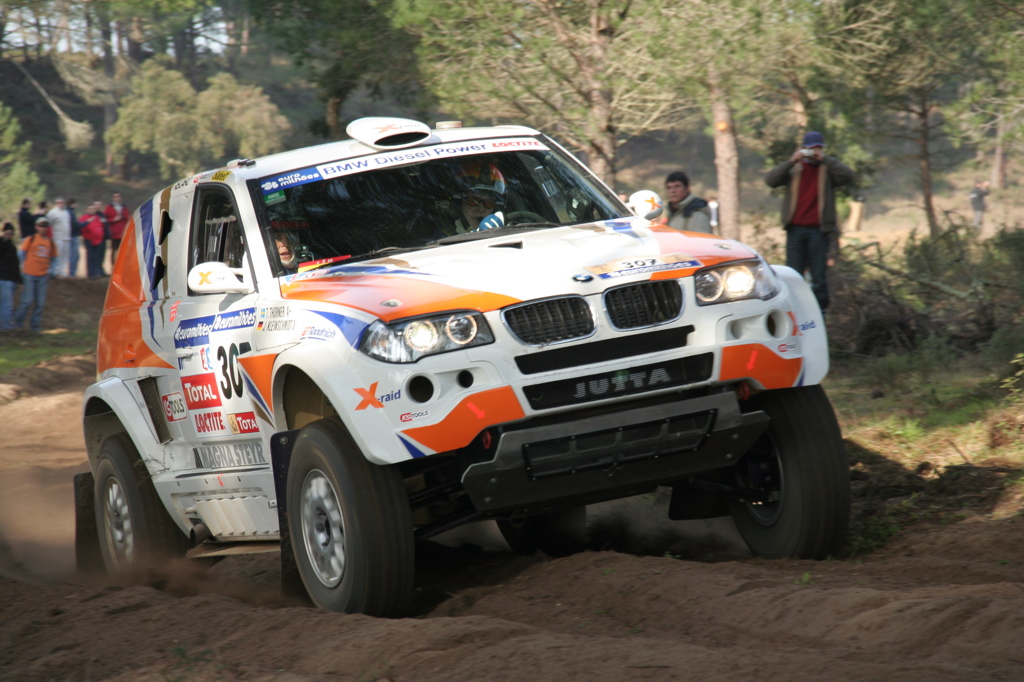
La Kleinschmidt alla Dakar 2007 a bordo di una BMW X3

Dopo aver esordito nelle competizioni dei rally raid africani con le motociclette passò allo stesso tipo di competizione sulle quattro ruote, raggiungendo la notorietà quando fu la prima donna a vincere la Parigi-Dakar, nel 2001 su una Mitsubishi.
Nelle edizioni successive della corsa ha partecipato anche a bordo di vetture diverse come la Volkswagen Touareg e la BMW X3.
Nel 2008 ha vinto la 24 Ore del Nürburgring nella classe S2 al volante di una BMW 330d, condivisa con Thomas Haider, Rainer Kutsch, Marc Hiltscher, arrivando 60ª nella classifica generale.

## Palmarès

### Rally Dakar
Alla Dakar ha partecipato 16 volte (tre in moto e 13 consecutive in auto), ottenendo tre podi e 10 vittorie di tappa.
| Anno | Categoria | Mezzo              | Navigatore        | Pos. | Tappe |
| ---- | --------- | ------------------ | ----------------- | ---- | ----- |
| 1988 | Moto      | BMW                |                   | Rit. |       |
| 1992 | Moto      | BMW                |                   | 23ª  |       |
| 1994 | Moto      | KTM                |                   | 22ª  |       |
| 1995 | Auto      | Mitsubishi Pajero  | Dagmar Lohmann    | 12ª  |       |
| 1996 | Auto      | Buggy Schlesser    | Herrera           | Rit. |       |
| 1997 | Auto      | Buggy Schlesser    | Jean Boutaire     | 5ª   | 2     |
| 1998 | Auto      | Buggy Schlesser    | Matthew Stevenson | 24ª  | 1     |
| 1999 | Auto      | Mitsubishi Pajero  | Tina Thörner      | 3ª   | 2     |
| 2000 | Auto      | Mitsubishi Pajero  | Tina Thörner      | 5ª   | 1     |
| 2001 | Auto      | Mitsubishi Pajero  | Andreas Schulz    | 1ª   |       |
| 2002 | Auto      | Mitsubishi Pajero  | Andreas Schulz    | 2ª   | 2     |
| 2003 | Auto      | Mitsubishi Pajero  | Fabrizia Pons     | 8ª   |       |
| 2004 | Auto      | Volkswagen Touareg | Fabrizia Pons     | 17ª  | 1     |
| 2005 | Auto      | Volkswagen Touareg | Fabrizia Pons     | 3ª   | 1     |
| 2006 | Auto      | Volkswagen Touareg | Fabrizia Pons     | Rit. |       |
| 2007 | Auto      | BMW X3 CC          | Tina Thörner      | 15ª  |       |

### Altri risultati
1999
- all'Abu Dhabi Desert Challenge
- 4ª in Coppa del mondo rally raid

2000
- al Rally di Tunisia
- in Coppa del mondo rally raid

2001
- all'Italian Baja
- in Coppa del mondo rally raid

2005
- al Baja Portalegre 500